# Erika Puschnus
Erika Puschnus, geborene Schröter (* 24. Mai 1927 in Guben; † 12. Dezember 1990), war eine deutsche Politikerin (SPD).
Erika Schröter besuchte eine Volksschule und machte eine kaufmännische Lehre. Sie wurde Verkäuferin und trat 1960 der SPD bei. Bei der Berliner Wahl 1967 wurde Puschnus in die Bezirksverordnetenversammlung im Bezirk Schöneberg gewählt. Bei der folgenden Wahl 1971 wurde sie in das Abgeordnetenhaus von Berlin gewählt, schied aber nach einer Legislaturperiode 1975 aus.